# Egeó (satèl·lit)

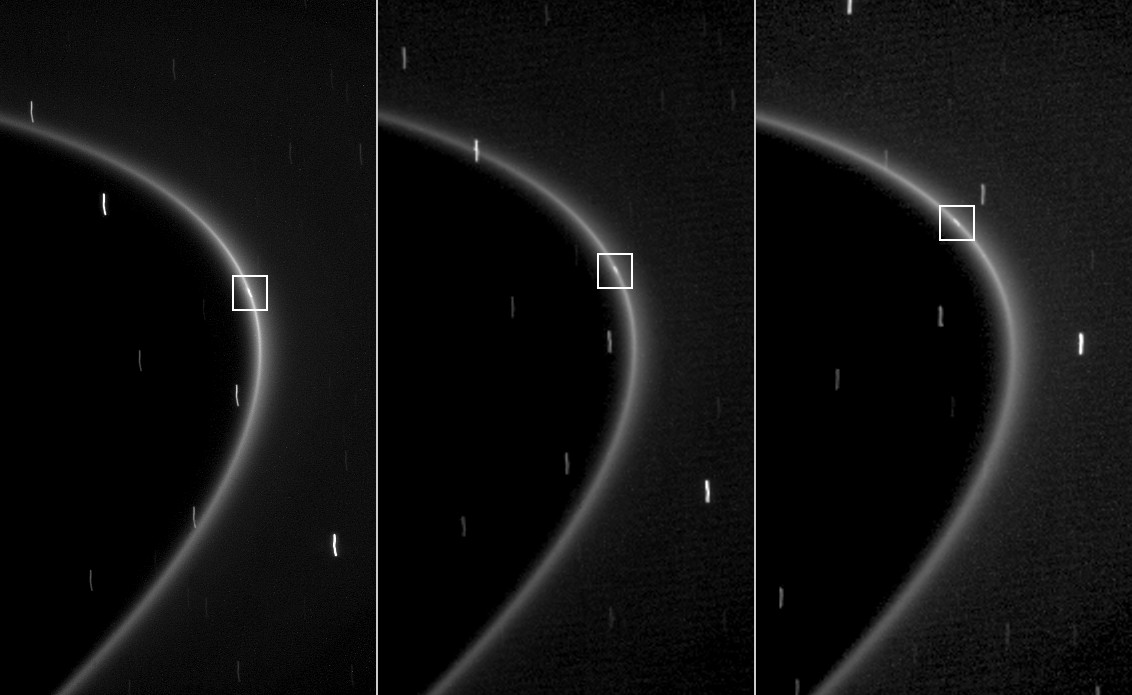
Tres imatges del brillant arc de l'Anell G amb Egeó dins d'ell, al llarg del transcurs de deu minuts.

Egeó, també conegut com a Saturn LIII (designació provisional S/2008 S 1), és un satèl·lit natural de Saturn. El seu descobriment va ser anunciat per Carolyn Porco de l'equip de científics de les imatges de la Cassini-Huygens el 3 de març de 2009, a partir d'observacions preses el 15 d'agost de 2008.
Egeó orbita dins del segment de brillants de l'Anell G de Saturn, i és probablement una de les principals fonts de l'anell. Rebuigs despresos de la lluna formen un arc brillant a prop de la vora interior, que al seu torn s'expandeix per formar la resta de l'anell. Egeó orbita en una ressonància 7:6 amb Mimas, el que provoca una oscil·lació d'aproximadament 4 km cada 4 anys al seu semieix major. Suposant que té el mateix albedo que Pal·lene, s'estima que té la meitat de quilòmetres de diàmetre. Orbita a Saturn en una distància mitjana de 167.500 km en 0,80812 dies, amb una inclinació orbital de 0,001° de l'equador de Saturn, amb una excentricitat de 0,0002.
Va ser anomenada com a Egeó, un dels Hecatonquirs.